# Chondrosum kayi
Chondrosum kayi là một loài thực vật có hoa trong họ Hòa thảo. Loài này được (Warnock) Clayton mô tả khoa học đầu tiên năm 1982.